# Baños
Pour les articles homonymes, voir Baños (homonymie).
Baños, également connue sous le nom de Baños de Agua Santa, est une ville d'Équateur, située dans la province du Tungurahua, au pied du volcan du même nom, le long de la rivière Pastaza, à 1 840 m d'altitude. Elle compte 16 121 habitants courant 2022. Elle fut fondée par les dominicains et son église est consacrée à la Virgen del Agua Santa (« Vierge de l'eau sainte »).
C'est la ville la plus touristique de l'Équateur après Quito et Otavalo. Elle est réputée pour la qualité de ses eaux thermales et des paysages qui l'entourent (nombreuses cascades).
On y pratique la culture de la canne à sucre destinée à la fabrication d'alcool (canelazo). La melcocha, pâte à base de sirop de canne, est également une spécialité de la ville.

## Galerie

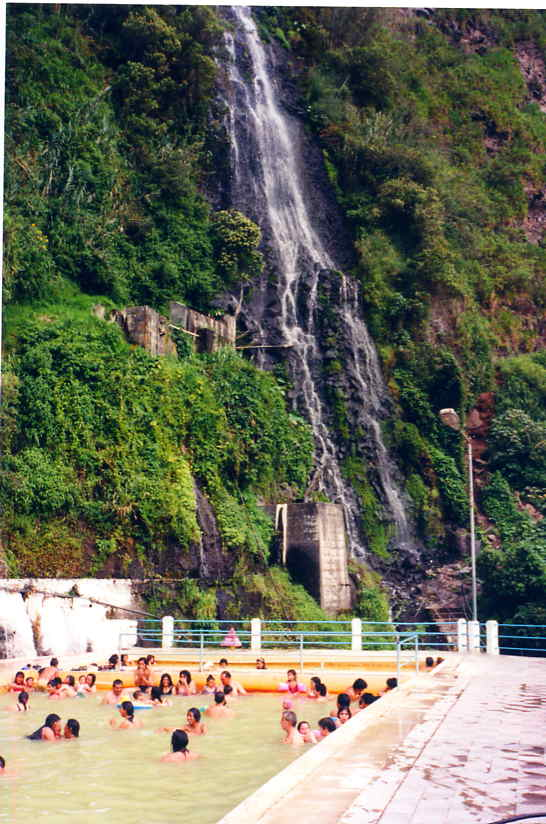
Thermes publics.
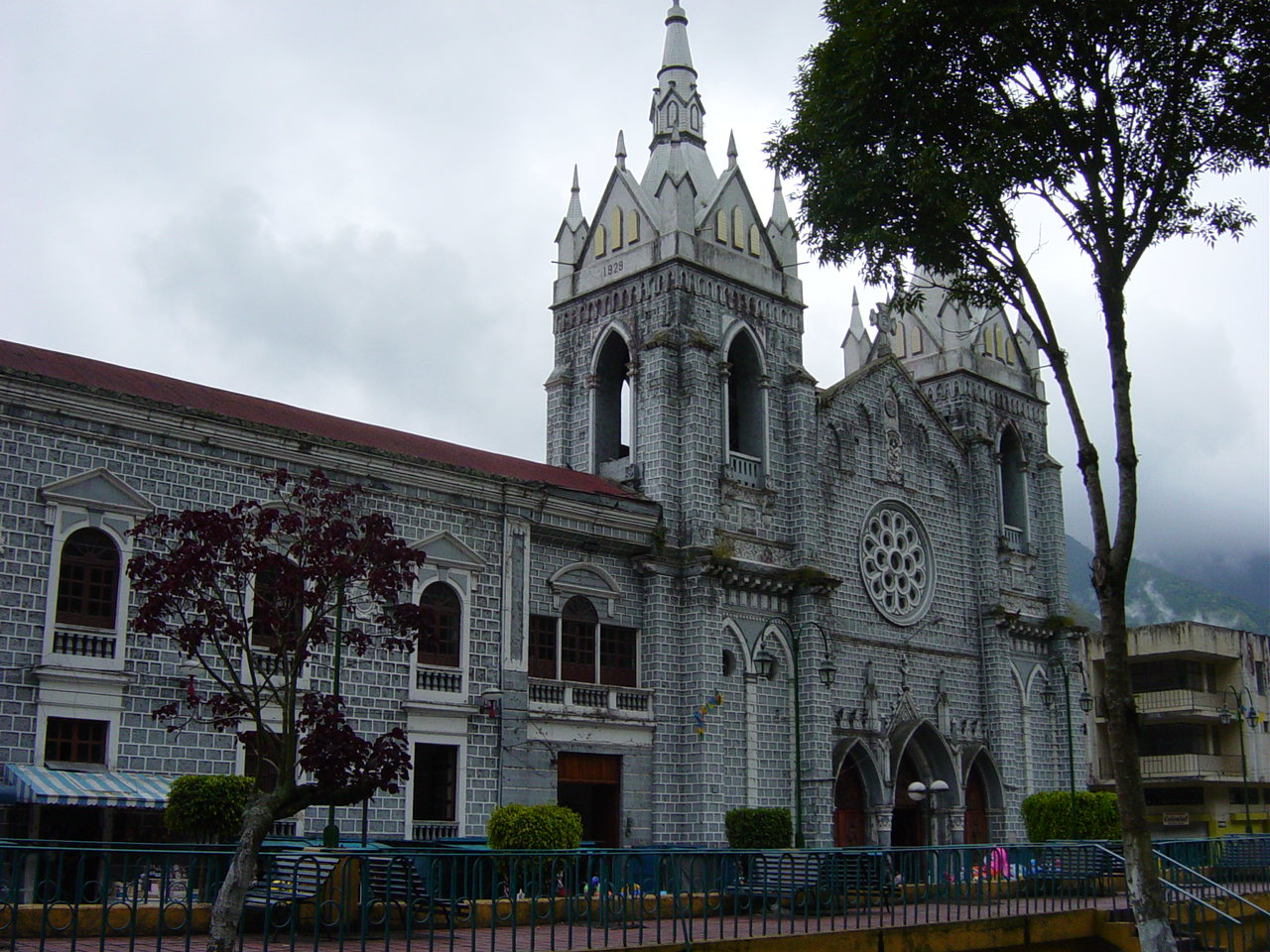
Église Virgen de Agua Santa.
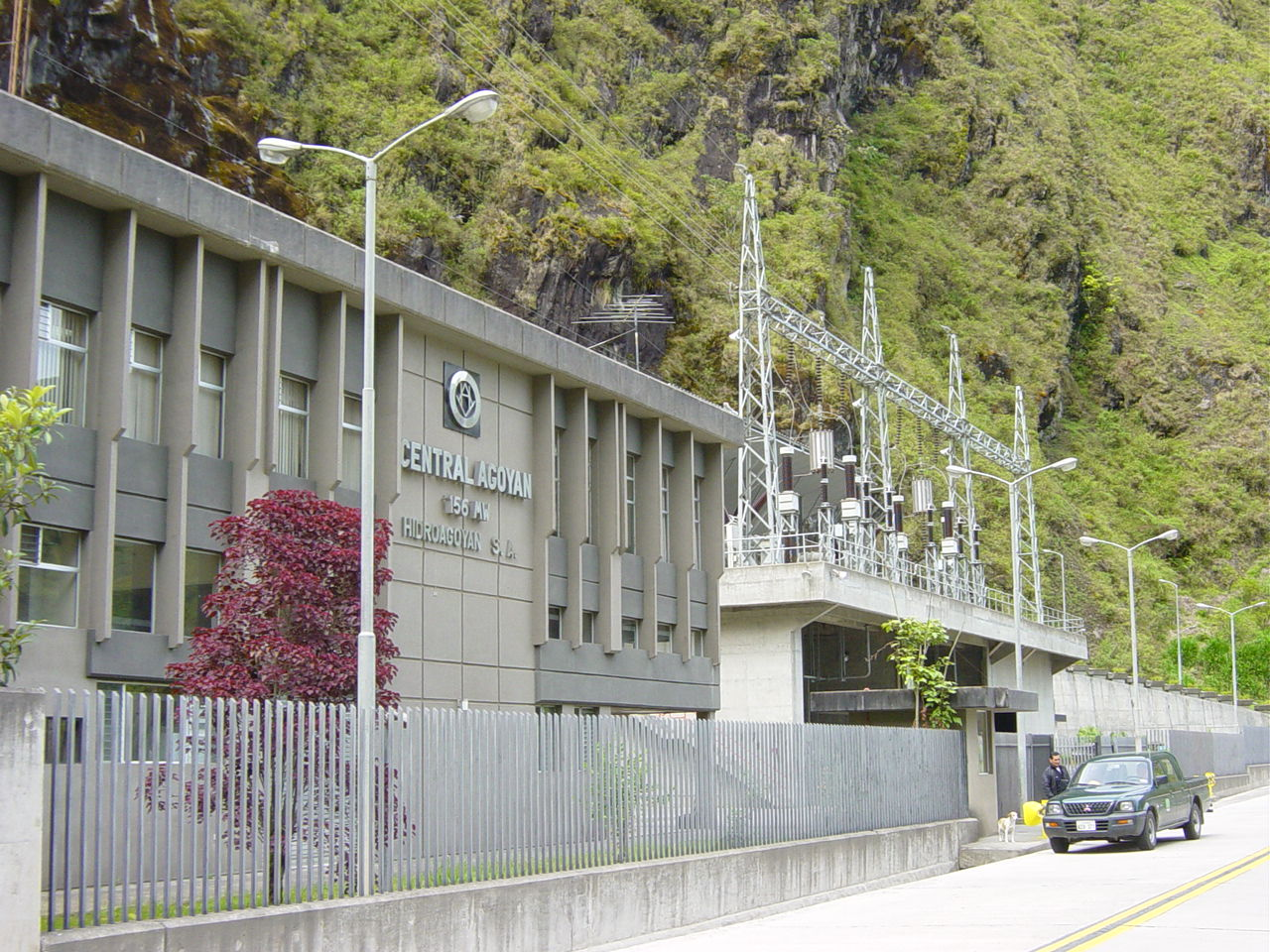
Centrale hydroélectrique d'Agoyan.
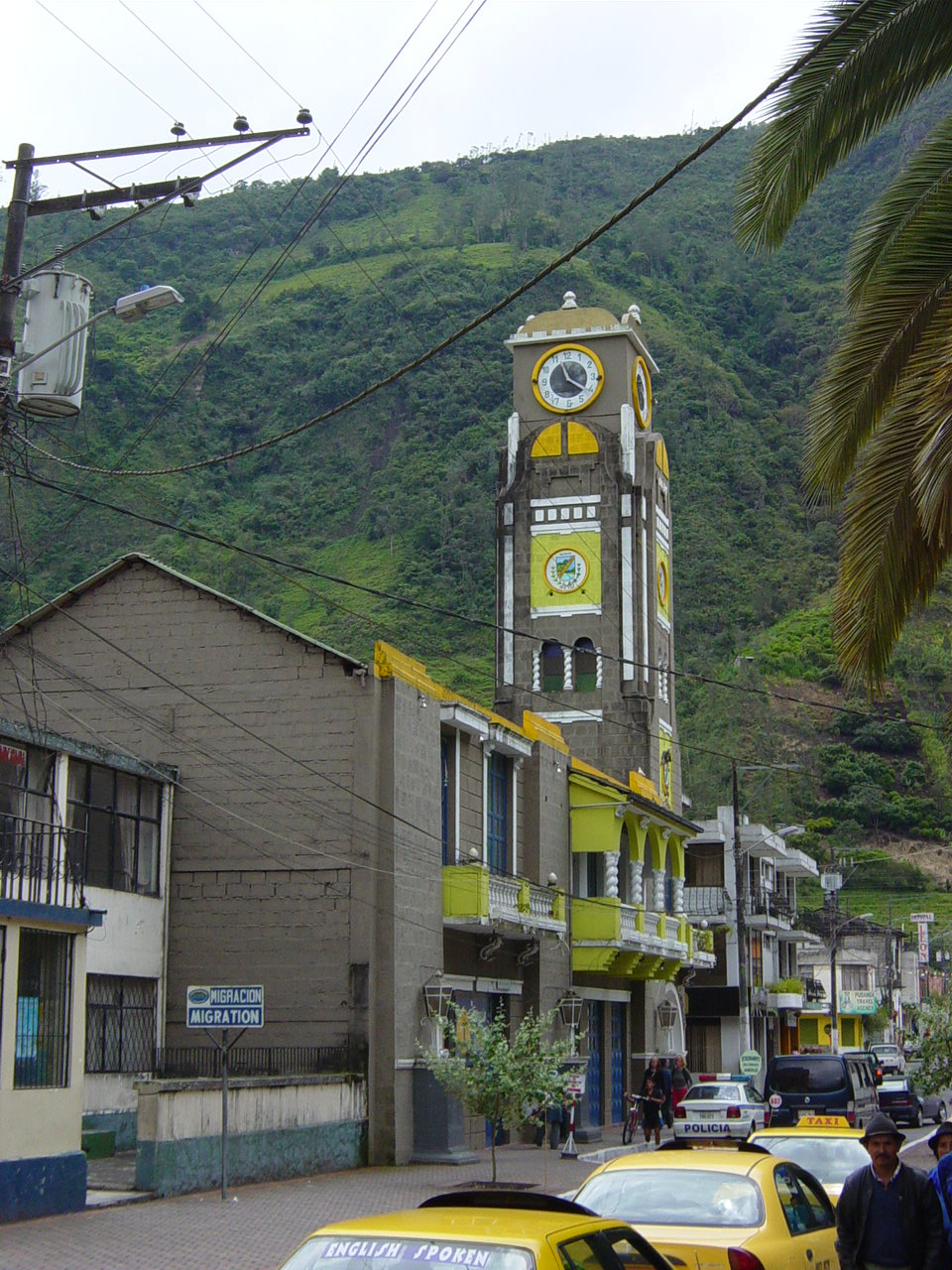
Hôtel de ville.